# Soumia Abalhaya
Soumia Abalhaya of Soumia Abalhaja (Den Haag, 14 maart 1988) is een Marokkaans-Nederlands presentatrice en thaiboksster. In de media wordt zij veelal aangeduid met enkel haar voornaam, Soumia.

## Biografie
Abalhaya groeide op in de Haagse Schilderswijk. Nederland leert haar voor het eerst kennen in 2007 als vj voor de omroep TMF, waar ze het programma Re-action presenteerde. Daarnaast werd ze in 2006 op 17-jarige leeftijd Nederlands en op 18-jarige leeftijd wereldkampioene thaiboksen bij de vrouwen.
Verder speelde Abalhaya een rol in de film Chocolate van de Thaise regisseur Prachya Pinkaew uit 2008 en een bijrol in de film Gangsterboys uit datzelfde jaar. Ook maakte ze samen met Darryl, Ali B en Rio (pseudoniem van voetballer Ryan Babel) het nummer Eeyeeyo, dat in juli 2008 enkele weken in de Nederlandse Top 40 stond.
In 2008 speelde ze mee in Chocolate als handlanger.
In 2011 deed ze mee aan de The voice of Holland en kwam ze in het team van Angela Groothuizen.
In 2012 speelde Abalhaya nog de rol van Soraya, in de aflevering Bitch Fight van de misdaadserie Van God Los.

## Filmografie en televisie
- Re-action (TMF) (2007) - als vj
- Chocolate (2008)
- Gangsterboys (2008)
- The voice of Holland (2011) - als deelneemster
- Van God Los (2012) - als Soraya
- Scotoe (2024) - als Samira

## Trivia
In het boek Het sterkste meisje van de wereld van Alex Boogers vormt Abalhaya een leidend thema.